# Mistrzostwa Oceanii w Zapasach 1999
Mistrzostwa Oceanii w zapasach w 1999 odbyły się w dniu 8 sierpnia w Dunedin (Nowa Zelandia). W tabeli medalowej tryumfowali zapaśnicy z kraju gospodarzy.

## Wyniki

### Styl klasyczny
| Konkurencja         | Złoto             | Srebro           | Brąz              |
| Kategoria do 54 kg  | David McBeth      | Martin Liddle    | ----              |
| Kategoria do 58 kg  | Jotham Pellew     | Antony A. Santos | Boban Petrov      |
| Kategoria do 63 kg  | Leonta Fastala    | Iutana Iutana    | Pere Rodgers      |
| Kategoria do 69 kg  | Melchor Manibusan | Andrew McBeth    | Faamanu Falo      |
| Kategoria do 76 kg  | Brett Quinlan     | Faʻafetai Iutana | Alex Cook         |
| Kategoria do 85 kg  | Aaron Quinlan     | Costas Livas     | Ufitia Samnelu    |
| Kategoria do 97 kg  | Doug Keldson      | Jerry Wallwork   | Nicolas Liulamaga |
| Kategoria do 130 kg | Joaquin Dydasco   | Aaron Stapleton  | ----              |

### Styl wolny
| Konkurencja         | Złoto             | Srebro            | Brąz             |
| Kategoria do 54 kg  | Martin Liddle     | David McBeth      | Daniel Hughes    |
| Kategoria do 58 kg  | Jotham Pellew     | Antony A. Santos  | Grant Astrella   |
| Kategoria do 63 kg  | Ross Ashby        | Pere Rodgers      | Andrew Wong Pown |
| Kategoria do 69 kg  | Andrew McBeth     | Matthew Roxburgh  | Saufoi Togia     |
| Kategoria do 76 kg  | Jason Strawbridge | Faʻafetai Iutana  | Daniel Rapson    |
| Kategoria do 85 kg  | Aaron Quinlan     | Richard Grinvalds | Vincent Roxburgh |
| Kategoria do 97 kg  | Nicolas Liulamaga | Doug Keldson      | Kesta McLaughlin |
| Kategoria do 130 kg | Jerry Wallwork    | Jeremy Sargent    | Joaquin Dydasco  |

### Styl wolny - kobiety
| Konkurencja        | Złoto               | Srebro         | Brąz             |
| Kategoria do 51 kg | Nu Shu-hua          | Lila Ristevska | Kyla Bremner     |
| Kategoria do 56 kg | Chin Miao           | Sian Law       | Amanda D'Rozario |
| Kategoria do 62 kg | Lai Chin-feng       | Jamie Colban   | ----             |
| Kategoria do 68 kg | Desiree-Craike Ross | Diane Brown    | ----             |

## Tabela medalowa
Gospodarz mistrzostw został zaznaczony kolorem.
| Poz. | Państwo            |    |    |    | Łącznie |
| ---- | ------------------ | -- | -- | -- | ------- |
| 1    | Nowa Zelandia      | 11 | 9  | 7  | 27      |
| 2    | Guam               | 3  | 3  | 1  | 7       |
| 3    | Chińskie Tajpej    | 3  | 0  | 0  | 3       |
| 4    | Samoa              | 2  | 4  | 3  | 9       |
| 5    | Samoa Amerykańskie | 1  | 0  | 1  | 2       |
| 5    | Australia          | 0  | 4  | 4  | 8       |
|      | Łącznie            | 20 | 20 | 16 | 56      |